# Scandalo Belloni

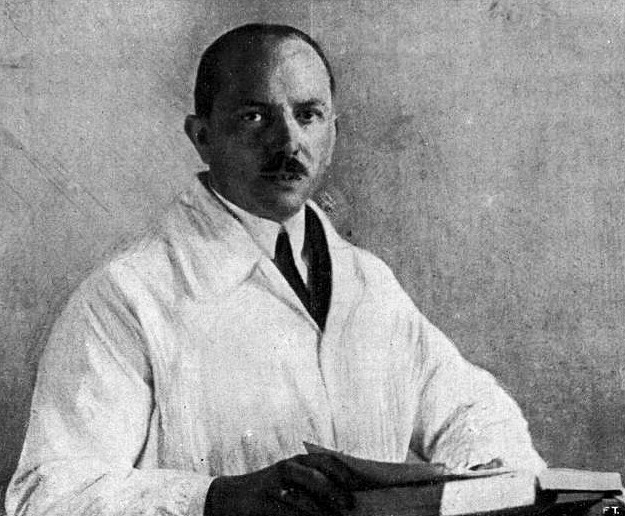
Ernesto Belloni (1926), podestà di Milano nel 1926-1928

Lo scandalo Belloni fu uno scandalo politico-finanziario che colpì il regime fascista italiano tra il 1928 e il 1930, coinvolgendo in particolare gli ambienti del fascismo milanese. Prende il nome dal podestà di Milano Ernesto Belloni, dal quale partì l'indagine e che fu poi riconosciuto colpevole di corruzione.
La vicenda si originò dai contrasti tra il capo del governo Benito Mussolini e il gerarca Roberto Farinacci, capo de facto del fascismo intransigente. Farinacci dette inizio a una campagna scandalistica contro uomini di fiducia di Mussolini che terminò con l'espulsione dal Partito Nazionale Fascista (PNF) di Belloni (1930), del segretario del Fascio di combattimento di Milano Mario Giampaoli (1929) e, nel 1933, dell'ex segretario di partito Augusto Turati, insieme a migliaia di altri individui giudicati indesiderati da parte del nuovo segretario del PNF Giovanni Giuriati (nominato alla carica nell'ottobre 1930). Anche Carlo Maria Maggi, fedelissimo di Farinacci, fu espulso nel 1928, ma per un breve periodo. Nel caso furono coinvolti anche il vicesegretario del PNF Achille Starace e il fratello di Mussolini, Arnaldo, avversario di Giampaoli.
Lo scandalo, insabbiato dal regime, fu scoperto nel dopoguerra grazie alle carte mai pubblicate dell'archivio di Enrico Mario Varenna, faccendiere e principale collaboratore di Farinacci.

## Storia

Roberto Farinacci, il gerarca considerato l'antiduce, che fece partire lo scandalo.

Roberto Farinacci era stato segretario del Partito Nazionale Fascista dal 15 febbraio 1925 al 30 marzo 1926, ma era stato allontanato dall'incarico con l'accusa di aver consentito agli squadristi di abbandonarsi ripetutamente ad azioni criminali e per essersi esposto troppo nella difesa degli imputati del processo per il delitto Matteotti, contro la volontà di Mussolini. Farinacci, rappresentante del fascismo intransigente, squadrista, repubblicano ed anticlericale, voleva vendicarsi contro il cosiddetto "fascismo-regime" anche a prezzo di colpire direttamente il suo vertice, ovvero Mussolini stesso, e iniziò quindi a pubblicare sul suo giornale Il Regime Fascista articoli critici verso il regime e altri gerarchi.
Avvalendosi di un fedelissimo, l'ex federale di Milano Carlo Maria Maggi, Farinacci fece raccogliere prove su malversazioni da parte del podestà di Milano Ernesto Belloni e di Mario Giampaoli, che era succeduto a Maggi come capo della federazione fascista milanese. Lo stesso Belloni - vicino al segretario del PNF Augusto Turati e al fratello del Duce Arnaldo Mussolini (che proprio da Milano dirigeva Il Popolo d'Italia) - fu accusato di aver intascato una tangente di 30 milioni di dollari nell'ambito di una transazione su un prestito ricevuto dal Comune di Milano. Ad agosto 1928 Belloni fu sospeso da ogni attività e il 6 settembre si dimise da podestà.
Giampaoli, fascista della prima ora e fondatore dei Fasci nel 1919, pur godendo della stima di Benito Mussolini, era descritto già nel 1926 nelle lettere inviate al capo del fascismo dal fratello Arnaldo come responsabile del clima di violenza e intimidazione diffuso nel capoluogo lombardo. Nel maggio del 1927, Arnaldo Mussolini informò il fratello Benito che il «fascismo a Milano ha perduto terreno in questi ultimi mesi». Anche Ugo Clerici, già redattore de Il Popolo d'Italia e tra i promotori del Fascio rivoluzionario d'azione internazionalista nel 1914, aveva segnalato le attività di Giampaoli.
Giampaoli, anche per il suo passato corridoniano e socialista, era considerato molto popolare fra la gente comune. Farinacci, cosciente di tale popolarità, cercò dapprima di minarne la credibilità anche con accuse infondate, come quella di aver ordito la strage del 12 aprile 1928, per poi concentrarsi sullo stile di vita del gerarca, un incallito giocatore d'azzardo che conduceva un'esistenza al di sopra delle sue apparenti possibilità grazie alle risorse che arrivavano da imprenditori e appaltatori a lui vicini.
La reazione di Mussolini ai dossier di Farinacci fu di inviargli un segnale, facendo espellere Carlo Maria Maggi dal PNF. Ma l'ex federale alzò il tiro, inviando alla fine di settembre 1928 una lettera al capo del governo, con un'ambigua minaccia:
Per comprendere il senso Mussolini inviò un telegramma al prefetto di Milano Giuseppe Siragusa: 
A rispondere fu proprio Farinacci, che mostrò al capo del governo una lettera con cui Giampaoli chiedeva a un'altra persona di uccidere lo stesso Farinacci, in cambio di un compenso di 2.000 lire. Di fronte a tale prova Mussolini non poté che convocare Giampaoli per avere spiegazioni al riguardo, destituendolo e inviando il vicesegretario del PNF Achille Starace quale commissario della federazione milanese.
Giampaoli, pur consapevole di non poter sfuggire momentaneamente dall'allontanamento dagli incarichi ricoperti, ritenne che la sua posizione - anche grazie alla popolarità di cui godeva - potesse essere ripristinata una volta superato il momento più critico. Utilizzò perciò i mesi successivi per mobilitare le squadre di camicie nere e arditi a lui fedeli per prepararsi a eventuali scontri di piazza e tenere sotto scacco i sostenitori di Farinacci.

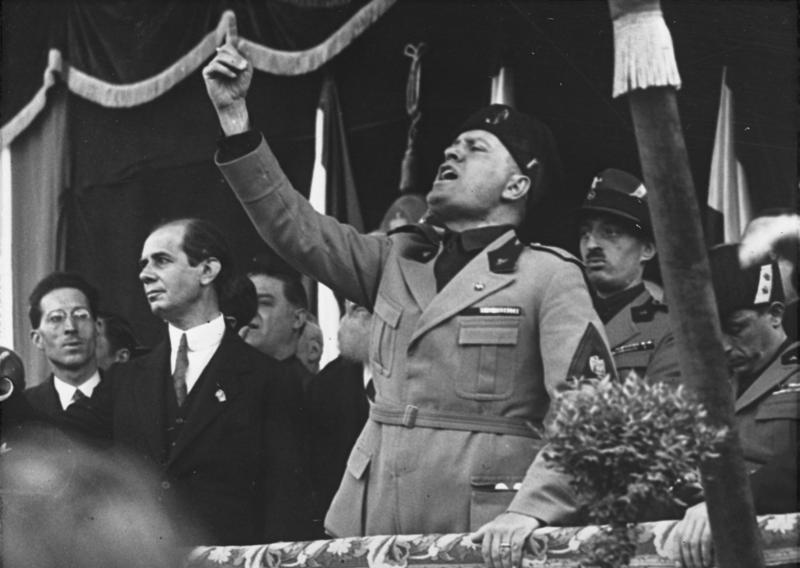
Comizio di Benito Mussolini a Milano in piazza Duomo, maggio 1930

Ma Starace, coadiuvato dal capo ufficio dell'Ente sportivo provinciale fascista Rino Parenti, finì con lo scoprire come i gruppi rionali di Giampaoli praticassero estorsioni ai danni dei commercianti e come gli stessi fossero pronti a dare il via anche a scontri violenti a difesa del loro capo. Così il 19 maggio 1929 Starace comunicò a Mussolini l'esito dell'operazione:
(Dalla lettera inviata da Starace al Duce, al termine delle indagini svolte a Milano 19 maggio 1929)
Nel frattempo Farinacci, dalle colonne de Il Regime Fascista, tornò a colpire Belloni con nuove e più circostanziate accuse. L'ex podestà querelò il gerarca per diffamazione, ma Mussolini, nel tentativo di evitare un processo in tribunale che avrebbe danneggiato l'immagine del PNF, tentò di intervenire tramite il fratello Arnaldo per far riconciliare i due. Il tentativo non ebbe successo per l'irriducibilità di Farinacci: il processo, svoltosi a Cremona tra il settembre e l'ottobre del 1930, vide soccombere Belloni con l'assoluzione del querelato.
Nello stesso periodo, nell'ottobre del 1929, Farinacci attaccò anche Augusto Turati, basandosi sulle equivoche confidenze fattegli dalla maîtresse Paola Marcellino che gestiva la lussuosa casa d'appuntamenti della quale erano entrambi clienti. All'inizio del 1930 Turati presentò le proprie dimissioni da segretario di partito, ma Mussolini le respinse. Tuttavia un intero anno di campagna scandalistica e accuse da parte dei suoi avversari, tra cui Starace, segnarono la sua fine politica e giornalistica.
(Dichiarazione di Benito Mussolini riportata da Yvon De Begnac in Taccuini mussoliniani, Il Mulino, Bologna, 1990, pag. 472)

## Conseguenze

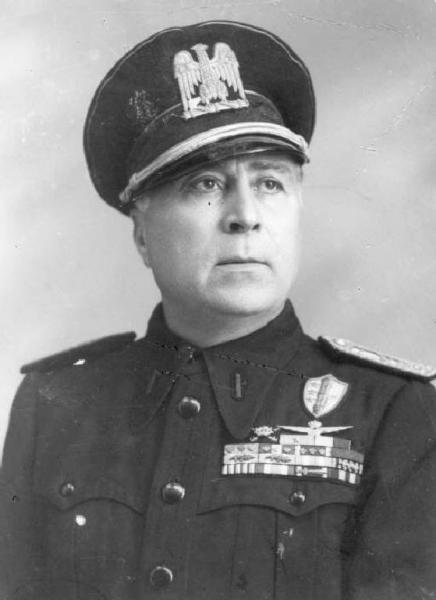
Farinacci nel 1930. Il ras di Cremona risultò il "vincitore" dello scandalo Belloni

Farinacci chiese e ottenne per Belloni, oltre all'espulsione dal Partito Nazionale Fascista nel 1930, anche la condanna a cinque anni di confino. Nuovo podestà di Milano divenne Giuseppe De Capitani d'Arzago.
Giampaoli invece fu destituito da Starace da tutte le cariche in Lombardia nel dicembre del 1928 e infine espulso dal PNF ad aprile dell'anno successivo. Da allora cominciò il suo pieno declino politico, e si trasferì a Napoli per seguire la carriera imprenditoriale. Nuovo federale di Milano divenne Rino Parenti nel 1933, in veste di "normalizzatore".
Anche Turati, dimessosi dalla segreteria del PNF nel 1930, fu radiato dal partito nel 1933 e condannato al confino a Rodi. Nuovo segretario del PNF divenne Giovanni Giuriati, poi sostituito da Starace nel 1931 per divergenze con Mussolini. Giuriati dette inizio alla grande campagna di epurazione che coinvolse oltre 120 000 individui.
Alla fine, il piano di Farinacci di indebolire la fazione mussoliniana ebbe successo ma gli causò anni di isolamento politico da parte del regime.
Dopo la seconda guerra mondiale, quando i fatti vennero per la prima volta alla luce, non poté essere organizzata una verifica degli avvenimenti e nel caso un nuovo processo, in quanto i protagonisti della vicenda erano già defunti: Mussolini, Farinacci e Starace erano stati fucilati nel 1945, Belloni era morto nel 1938, Giampaoli in data incerta (1943 o 1944) mentre Arnaldo Mussolini nel 1931.
Turati invece fu processato e condannato ma beneficiò dell'amnistia Togliatti nel 1946. Morì a Roma nel 1955.